# Leonardo Cimino
Leonardo Cimino (New York, 4 novembre 1917 – Woodstock, 3 marzo 2012) è stato un attore statunitense, di origine italiana.
Lavorò in vari film e in televisione. È conosciuto per il ruolo di Abraham Bernstein nella miniserie Visitors (1983).
Leonardo Cimino partecipò come guest star ad alcuni telefilm americani come La città in controluce, Kojak, Un giustiziere a New York e Law & Order.

## Filmografia parziale

### Cinema
- Gangster contro gangster (Mad Dog Coll), regia di Burt Balaban (1961)
- Il tesoro del santo (The Confession), regia di William Dieterle (1964)
- Pupe calde e mafia nera (Cotton Comes to Harlem), regia di Ossie Davis (1970)
- Harlem detectives (Come Back, Charleston Blue), regia di Mark Warren (1972)
- Li troverò ad ogni costo (Hide in Plain Sight), regia di James Caan (1980)
- Stardust Memories, regia di Woody Allen (1980)
- Monsignore (Monsignor), regia di Frank Perry (1982)
- Amityville Possession (Amityville II: The Possession), regia di Damiano Damiani (1982)
- Dune, regia di David Lynch (1984)
- Stregata dalla luna (Moonstruck), regia di Norman Jewison (1987)
- Scuola di mostri (The Monster Squad), regia di Fred Dekker(1987)
- La settima profezia (The Seventh Sign), regia di Carl Schultz (1988)
- Con la morte non si scherza (Penn & Teller Get Killed), regia di Arthur Penn (1989)
- Terzo grado  (Q & A), regia di Sidney Lumet (1990)
- Il boss e la matricola (The Freshman), regia di Andrew Bergman (1990)
- Hudson Hawk - Il mago del furto (Hudson Hawk), regia di Michael Lehmann (1990)
- Waterworld, regia di Kevin Reynolds (1995)
- Il prezzo della libertà (Cradle Will Rock), regia di Tim Robbins (1999)
- Made - Due imbroglioni a New York (Made), regia di Jon Favreau (2001)
- Onora il padre e la madre (Before the Devil Knows You're Dead), regia di Sidney Lumet (2007)

### Televisione
- La città in controluce (Naked City) – serie TV, 7 episodi (1958-1963)
- ABC Stage 67 – serie TV, episodio 1x01 (1966)
- The Doctors – soap opera, 5 puntate (1973)
- Kojak – serie TV, 3 episodi (1974-1976)
- I Ryan (Ryan's Hope) – serie TV, 10 episodi (1981-1982)
- V - Visitors (V) – miniserie TV, 2 puntate (1983)
- Un giustiziere a New York (The Equalizer) – serie TV, 3 episodi (1986-1989)
- Law & Order - I due volti della giustizia (Law & Order) – serie TV, 2 episodi (1996-2000)

## Doppiatori italiani
Nelle versioni in italiano delle opere in cui ha recitato, Leonardo Cimino è stato doppiato da:
- Gianni Bonagura in Monsignore
- Oreste Lionello in Amityville Possession
- Max Turilli in Scuola di mostri
- Dante Biagioni in Law & Order - I due volti della giustizia
- Francesco Carnelutti in Onora il padre e la madre